# أوستين غالاغير
أوستين غالاغير (بالإنجليزية: Austin Gallagher)‏ هو عالم الأحياء البحرية أمريكي، ولد في القرن العشرين.